# アメリカン・フォーク・アート博物館
アメリカン・フォーク・アート博物館（American Folk Art Museum）は、ニューヨーク、マンハッタンにある美術館である。アメリカ合衆国や国外のフォーク・アートや、特色のあるフォーク・アート芸術家の作品の収集、展示を行っている。18世紀から現在までの8,000点のコレクションがある。年間、130,000人の入場者を記録した。

## 概要
1961年にマンハッタンのミッドタウンに開館し、2001年からニューヨーク近代美術館の近くの新しく建設された建物に移転した。その建物のデザインニューヨーク近代美術館のデザインとマッチしなかったことなどから2011年に再移転した。
この博物館は当初「アーリー・アメリカン・フォーク・アーツ博物館」(Museum of Early American Folk Arts)の名称で、主に18世紀と19世紀のアメリカの「素朴派」の作品を展示していたが、「Museum of American Folk Art」その後、「American Folk Art Museum」と改名され、収集、展示される作品の範囲広げられた。アフリカ系アメリカ人芸術家やラテン系アメリカ人芸術家の作品を含むよになり、1998年以降、美術館のコンテンポラリーセンターに、20世紀と21世紀の「素朴派」の作品や「アウトサイダー・アート」(アール・ブリュット)も展示されるようになった。

## コレクション

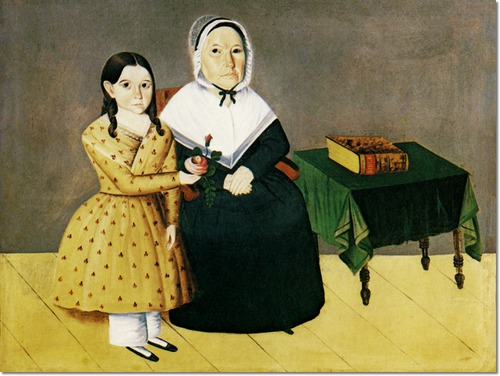
(画)シェルドン・ペック(c.1845)
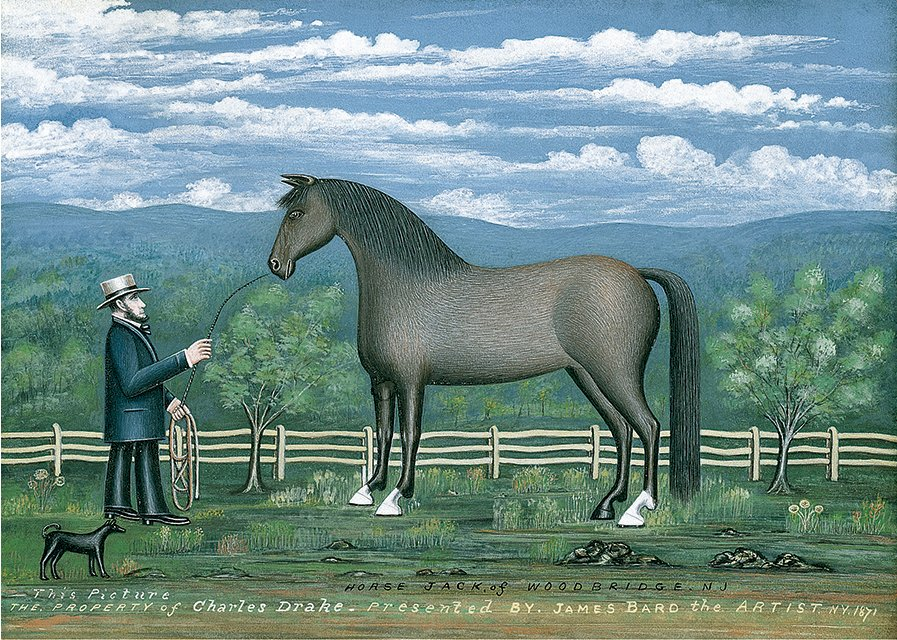
(画)ジェームズ・バード(1871)
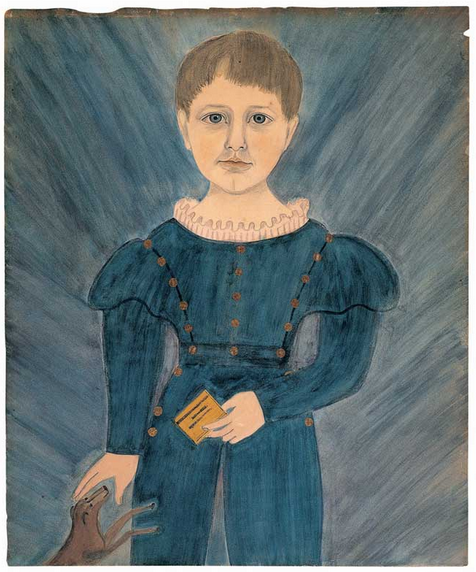
(画)シュート夫妻　(c.1831)
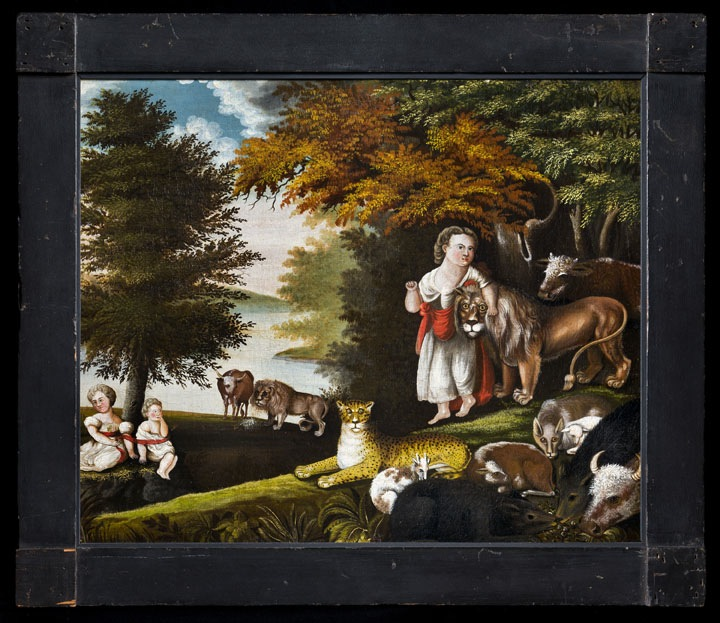
(画)エドワード・ヒックス (1829/1831)
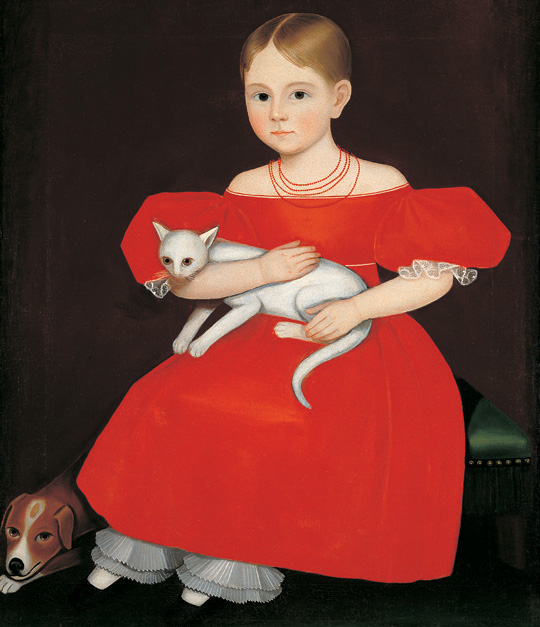
(画)アンミ・フィリップス(1830/1835)
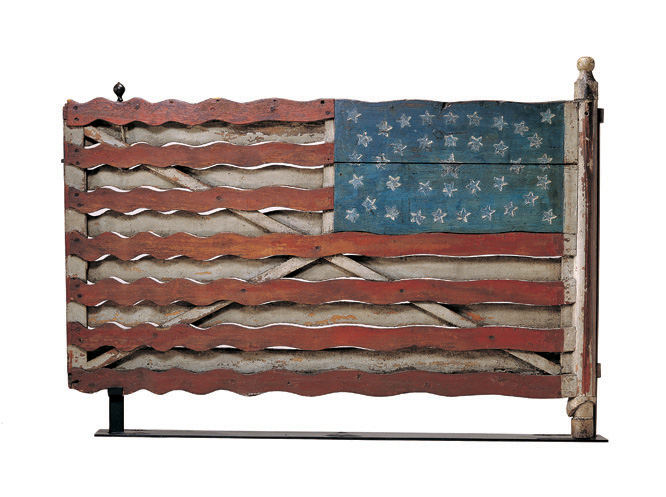
作者不詳(c.1876)
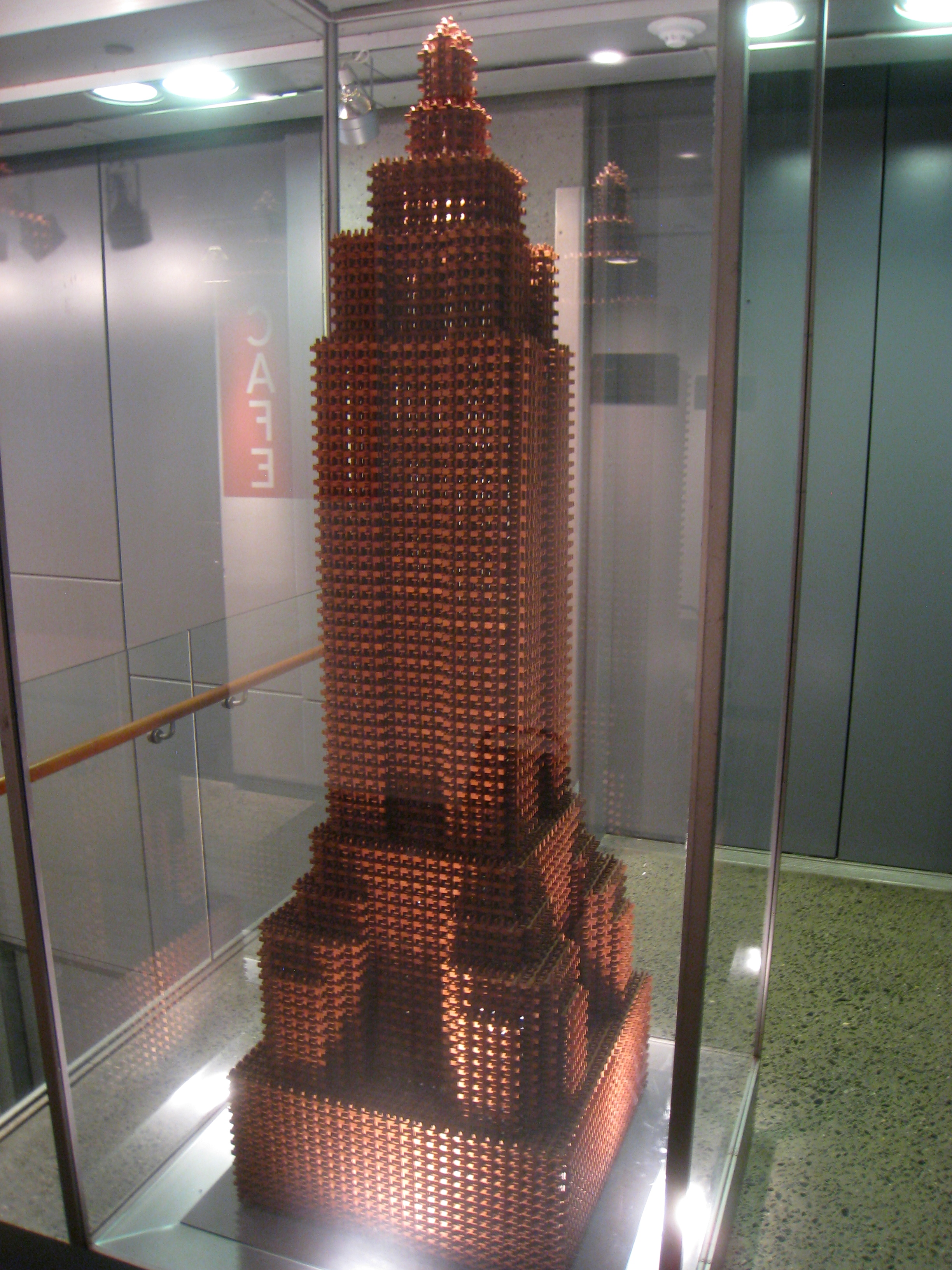
エンパイア・ステート・ビルディングの模型